# پارک جنگلی لوهن
پارک جنگلی لوهن یک پارک جنگلی در گامبیا است. در ۱ ژانویه ۱۹۵۴ تأسیس شد و ۸۵ هکتار وسعت دارد. 